# Liotropia
Liotropia – dążność cząsteczek substancji łatwo rozpuszczalnych oraz jonów znajdujących się w roztworze do związania się z rozpuszczalnikiem. Pojęcie to stosowane jest w chemii koloidów. Jony uporządkowane wg ich wpływu na układ koloidowy tworzą tzw. szeregi liotropowe, osobne dla kationów i anionów. Jony o niższej liotropii są słabiej solwatowane. Od właściwości liotropowych jonów zależy ich zdolność do wysalania zolu. W latach 20. i 30. XX w. zjawisko to – znane wcześniej jedynie jakościowo – zostało zbadane ilościowo.
Szczególnym przypadkiem liotropii jest hydrotropia, dotycząca układów wodnych.